# Colville rezervátum
A colville-i indián rezervátum az Amerikai Egyesült Államok északnyugati részén, Washington államban elhelyezkedő indián rezervátum, amelyet a szövetségi kormány által elismert Confederated Tribes of the Colville Reservation üzemeltet. Az 1 143 000 hektár területű körzet Okanogan, Ferry és Chelan megyékre terjed ki.
A törzsi szövetség 8700 lakosa valamely őslakó törzs (colville, nespelem, sanpoil, lakes (más néven sinixt), wenatchi, chelan, entiat, methow, déli okanagan, sinkiuse–columbia vagy nez perce) leszármazottja. A rezervátumban leggyakoribb indián nyelvek a szalis nyelvcsaládhoz tartoznak.

## Történet
Az 1850-es években az itt élő őslakók vadászó-gyűjtögető életmódot folytattak; lakóhelyüket főleg a tavak (Columbia, San Poil, Nespelem, Okanogan, Kígyó és Wallowa folyók) mentén alakították ki. Az egyes indián törzsek gyakran együtt halásztak és vadásztak; életükben nagy szerepet játszottak a hagyományok és a spiritualitás.
A 19. század közepén a térségben megjelentek az első európai telepesek, ekkor az őslakók nyugatabbra vándoroltak; ekkortól az indiánok életében egyre nagyobb szerepet kapott a kereskedelem.
Egy időben mind az USA, mind Nagy-Britannia magának követelte a 19. századi Oregont és Columbiát; a vitát az 1846-os oregoni egyezmény zárta le, amely a 49. szélességi körtől délre eső területeket az Egyesült Államoknak ítélte. A megállapodás nem vette figyelembe a térségben lakó indiánokat, akik ekkor már tízezer éve itt éltek.
Millard Fillmore Washington Territórium létrehozásával egy időben Isaac Stevenst jelölte ki az őslakókért felelős biztosnak. Stevens azt javasolta, hogy Washington Territórium területén hozzanak létre rezervátumokat az indiánok számára.
1854-ben tárgyalásokat folytattak az őslakókkal; a megbeszélések főleg a fehérek lakta települések környékére fókuszáltak. A fehérek és az indiánok között a természeti erőforrásokért folytatott versengés végül az 1856-tól három éven át tartó yakima háborúhoz vezetett; a felek legközelebb 1865-ben állapodtak meg, amikor McKelly felügyelő kijelentette, hogy mivel a termőterületek többsége az őslakók tulajdonában van, ezért elkerülhetetlen a velük való kereskedelem.
Az indiánokkal fennálló kapcsolat javítása érdekében Ulysses S. Grant 1872. április 9-i rendeletével létrehozta a többmillió hektáros colville-i rezervátumot, ahol földek, vizek, erdők, legelők, bányák és haszonállatok is elérhetőek voltak. Grant a július 2-i rendeletével a rezervátumot a Columbia folyótól az Okanogan folyóhoz helyezte át; az új rezervátum területe már csak 1,2 millió hektár volt, és nem képezték részét a legjobb termőterületű vidékek.
Három évvel később a szövetségi kormány feloszlatta a rezervátumokat, és helyettük az egyes családoknak földet biztosított az önellátó gazdálkodáshoz. A colville-i rezervátum lakosait 1887-ben regisztrálták; 1892-ben a rezervátum északi részén az őslakó családok kaptak földet, a déli részt pedig mindenki számára megnyitották. 1891-ben a törzsek megállapodtak a kormánnyal, hogy utóbbi az északi térséget másfél millió dollárért megvásárolja tőlük; ennek az összegnek a kifizetésére csak 14 év múlva került sor, azonban az indiánok megtartották halászati és vadászati jogukat. Azon őslakók, akik északon maradtak, 32 hektár földet kaptak, ami fele a déli részen biztosított területnek.
A fennmaradó területeket 32 hektáros részekre osztották, és önálló háztartásoknak adták, ezzel 1906-ban a törzsi irányítás véget ért. Az 1916-os rendeletet James McLaughlin ügynök és a felnőtt indián férfiak 2⁄3-a (körülbelül 600 fő) is aláírták. A Dawes Act kimondta, hogy nem szükséges az indiánok beleegyezése, és kompenzációt sem biztosítottak számukra.
Franklin D. Roosevelt 1934-es rendelete ösztönözte az őslakókat a korábbi, saját irányítás visszaállítására. 1956-ban a kongresszus a déli részen nem megvásárolt területeket visszaadta a colville-i törzseknek, akik azóta a magántulajdonú telkek többségét is visszavásárolták. A huszadik században a szövetségi kormány többször is kompenzálta az őslakókat, Barack Obama pedig visszavásárlási programot indított.

## Települések
- Coulee Dam (részben)
- Disautel
- Elmer City
- Inchelium
- Keller
- Nespelem
- Nespelem Community (részben)
- North Omak
- Okanogan (részben)
- Omak
- Twin Lakes

## Közigazgatás
A szövetség irányításáért a nespalemi székhelyű Colville Business Council felel, amely 800–1200 főt foglalkoztat.
A tanács tagjait két évre választják; a kelleri kerület kettő, a másik három egy-egy képviselőt választ. A szavazás időpontja június közepe.

### Választókerületek
A szövetség irányítását az elnök mellett a választókerületi képviselők végzik; a kerületek a következők:
- Omaki kerület: a legnépesebb kerület, amely az Okanogan-völgyet és Omak város keleti részét foglalja magában
- Nespelemi kerület: a Nespelem-völgyet és Coulee Dam várost magában foglalü kerület; itt található a szövetség székhelye is
- Kelleri kerület: a Columbia folyó torkolatánál, a Roosevelt tó közelében fekvő kerület
- Incheliumi kerület: a rezervátum északkeleti része

## Gazdaság
A gazdaság fejlődéséért a legnagyobb északnyugat-washingtoni gazdasági szervezet, a Colville Tribal Federal Corporation felel, melynek 13 vállalkozása között van vadászattal, pihenéssel és turizmussal foglalkozó, valamint építőipari és faipari cég is. A körülbelül 800 főt foglalkoztató CTFC éves bevétele százhúsz millió dollár.
Három évnyi fejlesztés után 2013-ban a Joseph törzsfőnök gát mellett megnyílt a Joseph törzsfőnök Halkeltető, melynek célja a Columbia folyó lazacállományának visszatelepítése. A működés első évében 1,9 millió tonnányi lazacot engedtek a vízbe. Átlagosan a kifejlett halak egy százaléka tér vissza a keltetőbe. A törzsek később a halak könnyebb átjutását célzó fejlesztésekbe kezdtek.

## Oktatás
A Kelleri Tankerület óvodától hatodik osztályig nyújt oktatást, a diákok ezután a Wilbur, a Lake Roosevelt vagy a Republic gimnáziumban tanulhatnak tovább; mivel a térség lakói negatív előítélettel rendelkeznek az indiánokkal kapcsolatban, a fiatalok főleg az európai–amerikai Republic városát választják. Wilbur és Coulee Dam települések iskoláiban gyakori az őslakó-eredetű diákokkal szembeni negatív diszkrimináció.
A rezervátum területén egy általános iskola (Pascal Sherman Indian School) és két gimnázium (Inchelium és Lake Roosevelt High School) található. A Spokane-i Törzsi Főiskola és a Salish Kootenai Főiskola közös kampuszt működtet Nespelemben, a Community Colleges of Spokane pedig Incheliumban; emellett Omakban található a Wenatchee-völgyi Főiskola északi campusa.

## Legendák
- Coyote and the Buffalo (miért nem élnek bivalyok a térségben)[8]
- Coyote quarrels with mole (a feleségével harcoló sakál)[9]
- Spirit chief names the animal people (a „Chip-chap-tiqulk” elnevezéséről)[10]
- Turtle and the eagle (a sast megelőző teknős)[11]

## Fordítás
Ez a szócikk részben vagy egészben  a   Colville Indian Reservation című angol Wikipédia-szócikk ezen változatának fordításán alapul.  Az eredeti cikk szerkesztőit annak laptörténete sorolja fel. Ez a jelzés csupán a megfogalmazás eredetét és a szerzői jogokat jelzi, nem szolgál a cikkben szereplő információk forrásmegjelöléseként.